# Makiungu
Makiungu ist ein ländlicher Verwaltungsbezirk (englisch Ward) des Distrikts Ikungi in der tansanischen Region Singida.

## Geografie
Makiungu ist ein Bezirk im nördlichen Zentralteil von Tansania etwa 20 Kilometer Luftlinie südöstlich der Regionshauptstadt Singida. Bei der Volkszählung 2022 lebten 10.096 Menschen in 1879 Haushalten auf einer Fläche von 65 Quadratkilometern.
Der Bezirk grenzt im Norden an den Distrikt Singida MC und sonst an Bezirke des Distrikts Ikungi:
| Kituntu | Kisaki                                      | Mungaa |
|         | Kompassrose, die auf Nachbargemeinden zeigt |        |
| Puma    | Dung'unyi                                   | Lighwa |

## Gliederung
Der Bezirk besteht aus vier Gemeinden (swahili Mtaa) mit 17 Orten (Kitongoji):
| Makiungu - Makiungu - Mawiya - Msanja | Unyang’ongo - Unyang’ongo - Ngisiu - Uwanja Wa Ndege | Minyinga - Minyinga - Mpetu - Miembeni A - Simbi - Itongo | Kimbwi - Unyang’ongo - Wijoe - Utaturu - Kimbwi - Muyanji - Buhu |

## Wirtschaft und Infrastruktur
- Landwirtschaft: Der Bezirk hat sandige Böden, die eine Beweidung in der Regenzeit ermöglichen aber dann rasch austrocknen. Es werden 5000 Rinder, 3000 Ziegen, 1000 Schafe und 14.000 Hühner gehalten (Stand 2016).[7]
- Bildung: Die Makiungu Secondary School ist eine staatliche weiterführende Schule mit einer Ausbildung für Tagesschüler bis zur 4. Stufe.[8]
- Gesundheit: Das Allamano Makiungu Hospital ist ein Regionalkrankenhaus, das von der römisch-katholischen Kirche geleitet wird.[9] Außerdem gibt es in der Gemeinde Kimbwi eine staatliche Apotheke.[10]